# Mesohábitat

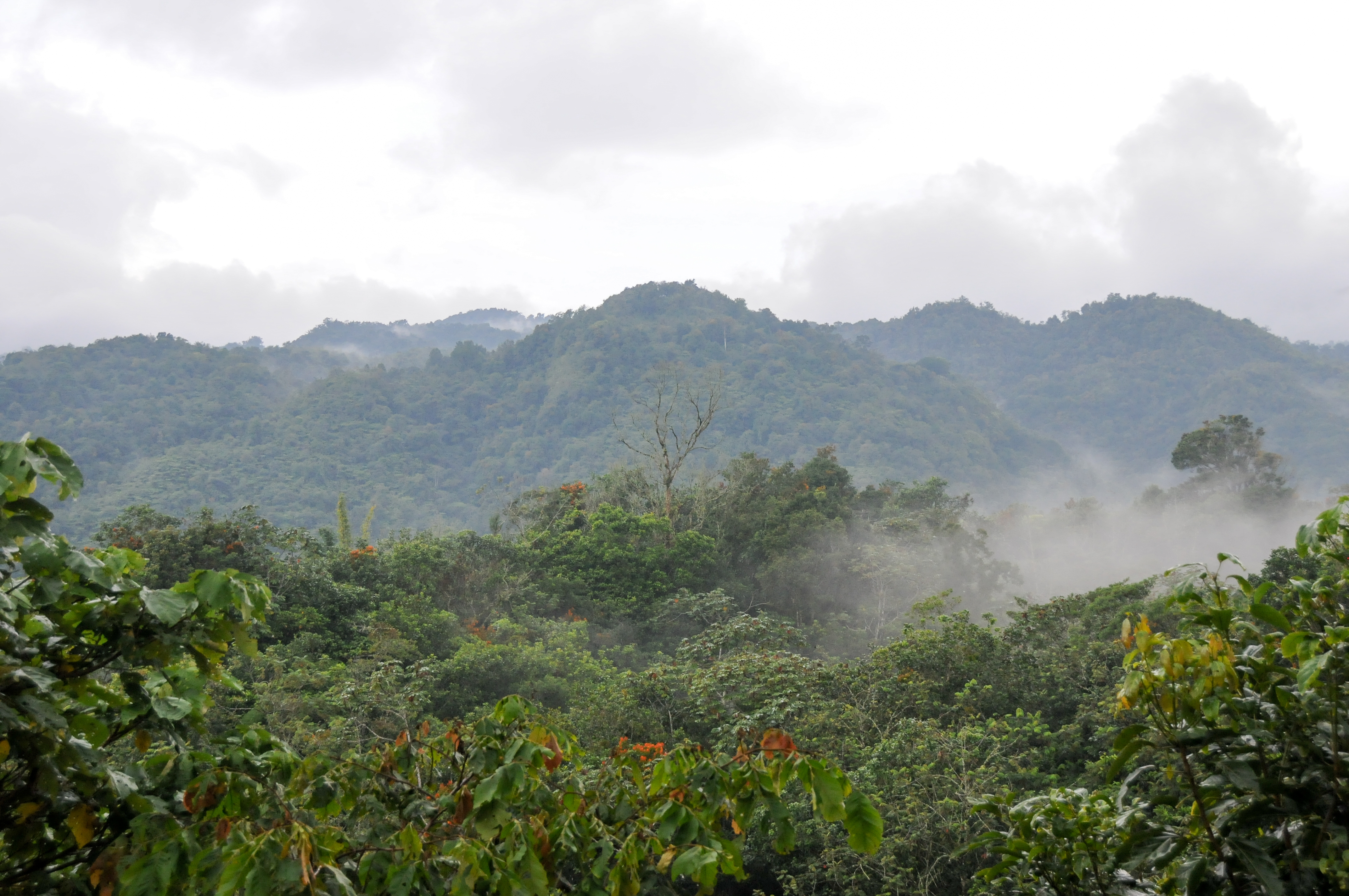
La imagen muestra la Sierra Nororiental de Puebla, destacando sus paisajes montañosos y vegetación densa, reflejando la rica biodiversidad y variedad de ecosistemas presentes en la región.

En ecología, un mesohábitat es un tipo de hábitat con un moderado o bien equilibrado suministro de humedad (un mesobosque, un bosque templado, o una pradera seca-semiseca). La transición de mesohábitats a hábitats xéricos sigue una relación no lineal, lo cual es evidencia de un umbral. Meso es uno de los criterios utilizados para describir la cantidad de agua en un hábitat. Los otros son xéricos e hídricos.
Otros ejemplos de mesohábitats incluyen las orillas de arroyos, prados húmedos, pastos, acuíferos, campos de regadío y prominencias elevadas. Estos hábitats previenen eficazmente de la sequía cuando la tierra en elevaciones más altas se calienta debido a cambios estacionales u otras causas.
Un mesohábitat sano actúa como una esponja que almacena agua de tal manera que puede ser depositada en hábitats con vida cuando es necesario. Son comunes en regiones secas de los Estados Unidos occidentales. Puede ser una fuente de agua buena para la vida del desierto. Los mesohábitats sanos también proporcionan plantas e insectos para los organismos superiores de la cadena trófica, como los urogallos. 
Los mesohábitats están amenazados por varias actividades humanas, como la desecación para crear granjas. Aun así se realizan muchos esfuerzos de conservación. En 2010, unos 1474 granjeros se asociaron con la Sage Grouse Initiative, dirigida por el Departamento de Agricultura de los Estados Unidos para proteger unas 5.6 millones de hectáreas de mesohábitats.